# Babylon Pression
 (mai 2025).
La mise en forme du texte ne suit pas les recommandations de Wikipédia : il faut le « wikifier ».
Les points d'amélioration suivants sont les cas les plus fréquents. Le détail des points à revoir est peut-être précisé sur la page de discussion.
- Les titres sont pré-formatés par le logiciel. Ils ne sont ni en capitales, ni en gras.
- Le texte ne doit pas être écrit en capitales (les noms de famille non plus), ni en gras, ni en italique, ni en « petit »…
- Le gras n'est utilisé que pour surligner le titre de l'article dans l'introduction, une seule fois.
- L'italique est rarement utilisé : mots en langue étrangère, titres d'œuvres, noms de bateaux, etc.
- Les citations ne sont pas en italique mais en corps de texte normal. Elles sont entourées par des guillemets français : « et ».
- Les listes à puces sont à éviter, des paragraphes rédigés étant largement préférés. Les tableaux sont à réserver à la présentation de données structurées (résultats, etc.).
- Les appels de note de bas de page (petits chiffres en exposant, introduits par l'outil «  Source ») sont à placer entre la fin de phrase et le point final[comme ça].
- Les liens internes (vers d'autres articles de Wikipédia) sont à choisir avec parcimonie. Créez des liens vers des articles approfondissant le sujet. Les termes génériques sans rapport avec le sujet sont à éviter, ainsi que les répétitions de liens vers un même terme.
- Les liens externes sont à placer uniquement dans une section « Liens externes », à la fin de l'article. Ces liens sont à choisir avec parcimonie suivant les règles définies. Si un lien sert de source à l'article, son insertion dans le texte est à faire par les notes de bas de page.
- La présentation des références doit suivre les conventions bibliographiques. Il est recommandé d'utiliser les modèles {{Ouvrage}}, {{Chapitre}}, {{Article}}, {{Lien web}} et/ou {{Bibliographie}}. Le mode d'édition visuel peut mettre en forme automatiquement les références.
- Insérer une infobox (cadre d'informations à droite) n'est pas obligatoire pour parachever la mise en page.

Pour une aide détaillée, merci de consulter Aide:Wikification.
Si vous pensez que ces points ont été résolus, vous pouvez retirer ce bandeau et améliorer la mise en forme d'un autre article.
 (mai 2025).
Si vous disposez d'ouvrages ou d'articles de référence ou si vous connaissez des sites web de qualité traitant du thème abordé ici, merci de compléter l'article en donnant les références utiles à sa vérifiabilité et en les liant à la section « Notes et références ».
Babylon Pression est un groupe de Nu Metal fusion français créé en 1998 à Marseille.

## Style
Le groupe, très inspiré par la diversité musicale des années 1990, distille un Nu Metal résolument fusion par sa diversité musicale. N'hésitant pas y insérer du chant rap ou ragga ainsi que des riffs de guitare lorgnant entre le Punk Hardcore, le Sludge, le Rock 'n' roll ou le Delta Blues.

## Biographie
Babylon Pression se forme en 1998 du côté de Marseille. La formation étant à la base composé de deux chanteurs, Seb et Mat, ainsi que Julien à la guitare, JB à la batterie et d'un bassiste. Leur 1er enregistrement Mono? sort la même année. Leur seconde démo La Foi sort en 1999. Le groupe enchaînant les concerts et réussissant insérer leur musique sur diverses compilations.
En 2001, le groupe sort son premier EP Classé X chez Musicast dans un style très orienté rap metal. Puis il intègre le collectif Marseillais Coriace aux côtés d’Eths, Tripod, Ed Mudshi et Fischer. La dynamique du collectif permettant au groupe de faire ses premières armes sur scène et de se professionnaliser.
En 2003 sort leur premier album Négative Génération chez Sriracha Records. Toujours dans un style fusion intégrant également des influences ragga. Le groupe entame une tournée aux côtés des autres groupes du label (Lofofora, Black Bomb A, Watcha, Eths) pour le Sriracha Tour, écumant des salles de renom comme l'Élysée-Montmartre. Durant la tournée, Seb  quitte le groupe, suivi peu après par leur bassiste.
En 2007, après un changement de line-up, Marc ''Roswell'' Burghoffer rejoint le groupe à la Basse après son départ du groupe Eths
La même année, la sortie du second album Travaille, Consomme et Meurs chez Coriace Records marque le début d’un virage musical, le groupe se détachant du style Nu Metal avec un album résolument plus Rock’n’Roll.
Mat Peq, désormais seul chanteur du groupe, profite de cette nouvelle dynamique pour affiner son style d’écriture et aborder des thèmes graves sur un ton noir, cynique mais également humoristique. Le groupe défendra cet album sur scène à travers l’Europe jusqu’aux confins de la Roumanie.
En 2011, le groupe s’engage dans une démarche Do It Yourself au travers du troisième album Allez Tous Vous Faire Foutre. Un album résolument Punk aux influences Bluesy et Rock’n’Roll dont le titre résume la rage libérée dans les paroles de chacun des titres.
Le quatrième album du groupe Heureux d’être content sort en 2017 chez Deadlight Records. Cet album concept dépeigne une galerie de personnages tour-à-tour acteurs et spectateurs de leur déchéance, soutenu par un Punk Hardcore désormais nimbés d'influences Delta Blues parfaitement assumé par le groupe.
En 2018, le groupe se produit sur la Hell Stage du Hellfest.
L’année 2023 marque les 25 ans d’activité du groupe ainsi que la sortie d'un EP. Prénommée Rock Warrior, ce dernier aborde une thématique chère au groupe: la violence sociale sous toutes ses formes. L’album inclut notamment le titre éponyme Rock Warrior en collaboration avec IAM, une adaptation du titre Rap Warrior du groupe de Rap Marseillais. Ici présent dans une version métal qui rappelle les collaborations Rap/Metal des années 90.
En 2025, le groupe sort Actif/Agressif. Compilation de 25 titres composés de versions live et quelques ré-enregistrements studio de morceaux déjà sorti. Le tout marqués d'invités comme Kheops et Imhotep du groupe IAM.

## Discographie

### Albums studio
- 2003: Négative Génération
- 2007: Travaille, Consomme et Meurs
- 2011: Allez tous vous faire foutre
- 2017: Heureux d'être content

### Albums live
- 2025: Actif/Agressif

### EPs
- 2001: Classé X
- 2023: Rock Warrior